# Poslanecký klub Občanské demokratické strany
Poslanecký klub Občanské demokratické strany v současném 9. volebním období Poslanecké sněmovny vznikl po volbách do Poslanecké sněmovny PČR v roce 2021. V současné době má klub 35 členů. Po volbách roku 2013 jich měl 16, ale v lednu 2014 opustil poslanec Jiří Pospíšil stranu a tím pádem také poslanecký klub. Klub měl tedy jen 15 členů. Jiří Pospíšil byl ale ve volbách do Evropského parlamentu v květnu 2014 zvolen europoslancem jako nestraník na kandidátce TOP 09 a Starostů. Mandát ve Sněmovně mu měl zaniknout 30. 6. 2014, Pospíšil se ho ale 20. 6. 2014 sám vzdal. Klub měl tedy opět 16 členů, Pospíšila ve funkci poslance PČR nahradil Vladislav Vilímec. V roce 2019 byl z klubu vyloučen Václav Klaus mladší, na protest proti tomu se rozhodla klub opustit také Zuzana Majerová Zahradníková.

## Historie klubu
Klub vznikl po vytvoření ODS v roce 1991, kdy se k ODS přihlásilo 39 poslanců Federálního shromáždění a 33 poslanců v České národní radě. Ve volbách do Federálního shromáždění v roce 1992 bylo zvoleno za ODS 76 poslanců a do České národní rady 66 poslanců. Po rozdělení ČSFR se Česká národní rada transformovala na Poslaneckou sněmovnu, a klub ODS se tak stal s počtem 66 poslanců nejsilnějším klubem.
| Volby | Počet zvolených poslanců | Postavení klubu                         | Předseda klubu                             | Předseda strany               |
| ----- | ------------------------ | --------------------------------------- | ------------------------------------------ | ----------------------------- |
| 1992  | 66/200                   | Koalice (ODA, KDU-ČSL, KDS)             | Jiří Honajzer                              | Václav Klaus                  |
| 1996  | 68/200                   | Koalice (ODA, KDU-ČSL)                  | Milan Uhde, Jan Černý                      | Václav Klaus                  |
| 1998  | 63/200                   | Opozice (tzv. opoziční smlouva)         | Vlastimil Tlustý                           | Václav Klaus                  |
| 2002  | 58/200                   | Opozice                                 | Vlastimil Tlustý                           | Václav Klaus, Mirek Topolánek |
| 2006  | 81/200                   | Koalice (KDU-ČSL, SZ)                   | Petr Tluchoř                               | Mirek Topolánek, Petr Nečas   |
| 2010  | 53/200                   | Koalice (TOP 09, VV/LIDEM)              | Petr Tluchoř, Zbyněk Stanjura, Marek Benda | Petr Nečas, Martin Kuba       |
| 2013  | 16/200                   | Opozice                                 | Zbyněk Stanjura                            | Martin Kuba, Petr Fiala       |
| 2017  | 25/200                   | Opozice                                 | Zbyněk Stanjura                            | Petr Fiala                    |
| 2021  | 35/200                   | Koalice (KDU-ČSL, TOP 09, STAN, Piráti) | Zbyněk Stanjura, Marek Benda               | Petr Fiala                    |

### Nejdéle působící poslanec v klubu
Nejdéle působícím poslancem je Marek Benda (původně za KDS – tato strana však šla do voleb v roce 1992 s ODS v koalici).

## Složení poslaneckého klubu

### Vedení klubu
| Funkce                    | Jméno a příjmení | Volební kraj         |
| ------------------------- | ---------------- | -------------------- |
| Předseda klubu            | Marek Benda      | Hlavní město Praha   |
| 1. místopředsedkyně klubu | Eva Decroix      | Kraj Vysočina        |
| Místopředseda klubu       | Jan Bauer        | Jihočeský kraj       |
| Místopředseda klubu       | Ivan Adamec      | Královéhradecký kraj |
| Místopředseda klubu       | Jan Skopeček     | Středočeský kraj     |

### Členové klubu
| Jméno a příjmení           | Volební kraj         | Funkce v klubu            |
| -------------------------- | -------------------- | ------------------------- |
| Ivan Adamec                | Královéhradecký kraj | Místopředseda klubu       |
| Jana Bačíková              | Jihomoravský kraj    | Členka klubu              |
| Jan Bauer                  | Jihočeský kraj       | Místopředseda klubu       |
| Martin Baxa                | Plzeňský kraj        | Člen klubu                |
| Petr Beitl                 | Liberecký kraj       | Člen klubu                |
| Marek Benda                | Hlavní město Praha   | Předseda klubu            |
| Petr Bendl                 | Středočeský kraj     | Člen klubu                |
| Stanislav Blaha            | Zlínský kraj         | Člen klubu                |
| Pavel Blažek               | Jihomoravský kraj    | Člen klubu                |
| Jan Bureš                  | Karlovarský kraj     | Člen klubu                |
| Jana Černochová            | Hlavní město Praha   | Členka klubu              |
| Eva Decroix                | Kraj Vysočina        | 1. místopředsedkyně klubu |
| Petr Fiala                 | Jihomoravský kraj    | Člen klubu                |
| Petr Fifka                 | Hlavní město Praha   | Člen klubu                |
| Karel Haas                 | Pardubický kraj      | Člen klubu                |
| Jiří Havránek              | Středočeský kraj     | Člen klubu                |
| Jan Hofmann                | Středočeský kraj     | Člen klubu                |
| Jakub Janda                | Moravskoslezský kraj | Člen klubu                |
| Pavel Kašník               | Jihomoravský kraj    | Člen klubu                |
| Václav Král                | Jihočeský kraj       | Člen klubu                |
| Karel Krejza               | Ústecký kraj         | Člen klubu                |
| Martin Kupka               | Středočeský kraj     | Člen klubu                |
| Martin Major               | Olomoucký kraj       | Člen klubu                |
| Vojtěch Munzar             | Středočeský kraj     | Člen klubu                |
| Zdeňka Němečková Crkvenjaš | Moravskoslezský kraj | Členka klubu              |
| Rudolf Salvetr             | Plzeňský kraj        | Člen klubu                |
| Jan Skopeček               | Středočeský kraj     | Místopředseda klubu       |
| Pavel Staněk               | Královéhradecký kraj | Člen klubu                |
| Zbyněk Stanjura            | Moravskoslezský kraj | Člen klubu                |
| Bohuslav Svoboda           | Hlavní město Praha   | Člen klubu                |
| Libor Turek                | Ústecký kraj         | Člen klubu                |
| Vít Vomáčka                | Liberecký kraj       | Člen klubu                |
| Renáta Zajíčková           | Hlavní město Praha   | Členka klubu              |
| Pavel Žáček                | Hlavní město Praha   | Člen klubu                |
| Radim Jirout               | Pardubický kraj      | Člen klubu                |